# Saulx-lès-Champlon
 Saulx-lès-Champlon  es una comuna y población de Francia, en la región de Lorena, departamento de Mosa, en el distrito de Verdún y cantón de Fresnes-en-Woëvre.
Está integrada en la Communauté de communes du Canton de Fresnes-en-Woëvre.

## Demografía
| 138 | 120 | 121 | 120 | 121 | 124 |
| Para los censos de 1962 a 1999 la población legal corresponde a la población sin duplicidades (Fuente: INSEE [Consultar]) |     |     |     |     |     |

Su población en el censo de 1999 era de 124, incluyendo la commune associée de Champlon (42 hab.).